# Sixième circonscription des Yvelines
La sixième circonscription des Yvelines est l'une des 12 circonscriptions législatives que compte le département français des Yvelines (78), situé en région Île-de-France.
Elle est représentée à l'Assemblée nationale lors de la XVIe législature de la Cinquième République par Natalia Pouzyreff, députée Renaissance.

## Description géographique et démographique

### Composition de la circonscription de 1958 à 1986
La sixième circonscription de Seine-et-Oise, qui deviendra en 1967 la sixième circonscription des Yvelines, était composée de :
- canton de Palaiseau
- canton de Versailles-Sud

(réf. Journal Officiel du 14-15 octobre 1958)
En 1967, le canton de Palaiseau rejoint la Quatrième circonscription de l'Essonne.

### Composition de la circonscription de 1988 à 2012
La sixième circonscription des Yvelines est située au nord-est du département et englobe Le Pecq, Saint-Germain-en-Laye, Achères, Fourqueux, Mareil-Marly, Chambourcy et Aigremont. Elle est entourée par les troisième, quatrième, cinquième et septième circonscriptions des Yvelines ainsi que par le département du Val d'Oise.
Elle est composée des trois cantons suivants (population au recensement de 1999) :
- Canton du Pecq : 23 659 habitants.
- Canton de Saint-Germain-en-Laye-Nord : 36 915 habitants.
- Canton de Saint-Germain-en-Laye-Sud : 26 400 habitants.

D'après les chiffres du recensement de 1999, la circonscription était peuplée de 86 690 habitants, ce qui en faisait alors la circonscription la moins peuplée des Yvelines . Sa population active était de 41 870 personnes .

### Composition de la circonscription à compter de 2012

Communes et cantons constitutifs de la 6e circonscriptions lors du redécoupage de 2010.

Lors du nouveau découpage électoral de 2010, la circonscription est redéfinie. Trois communes du canton de Poissy-Nord lui sont rattachées : Carrières-sous-Poissy, Médan et Villennes-sur-Seine.
D'après les chiffres du recensement de 2008, la circonscription était alors peuplée de 112 820 habitants .

## Description politique
À compléter.

## Députés de la6ecirconscriptiondes Yvelines au cours de laVeRépublique
| Législature | Début de mandat | Fin de mandat  | Député            | Parti politique | Observations |
| ----------- | --------------- | -------------- | ----------------- | --------------- | --- |
| IXe         | 23 juin 1988    | 1er avril 1993 | Michel Péricard   | URC-RPR         | |
| Xe          | 2 avril 1993    | 21 avril 1997  | Michel Péricard   | UPF-RPR         | Mandat écourté à la suite d'une dissolution parlementaire décidée par Jacques Chirac.                                              |
| XIe         | 1er juin 1997   | 2 février 1999 | Michel Péricard   | RPR             | Élu le 01/06/1997 - Mandat du 02/02/1999 (remplacement d'un député décédé : M. Michel Péricard) au 18/06/2002 (Fin de législature) |
| XIe         | 2 février 1999  | 16 juin 2002   | Pierre Morange    | RPR             | Élu le 01/06/1997 - Mandat du 02/02/1999 (remplacement d'un député décédé : M. Michel Péricard) au 18/06/2002 (Fin de législature) |
| XIIe        | 19 juin 2002    | 19 juin 2007   | Pierre Morange    | UMP             | |
| XIIIe       | 20 juin 2007    | 19 juin 2012   | Pierre Morange    | UMP             | |
| XIVe        | 20 juin 2012    | 20 juin 2017   | Pierre Morange    | UMP             | |
| XVe         | 21 juin 2017    | 21 juin 2022   | Natalia Pouzyreff | LREM            | |
| XVIe        | 22 juin 2022    | 9 juin 2024    | Natalia Pouzyreff | RE              | Mandat écourté à la suite d'une dissolution parlementaire décidée par Emmanuel Macron.                                             |

## Résultats électoraux

### Élections de 1967
| Candidat       | Candidat                       | Parti          | Premier tour | Premier tour | Second tour | Second tour |  |
| Candidat       | Candidat                       | Parti          | Voix         | %            | Voix        | %           |  |
| -------------- | ------------------------------ | -------------- | ------------ | ------------ | ----------- | ----------- |  |
|                | Robert Wagner élu              | UD-Ve          | 16 394       | 47,19        | 18 884      | 59,46       |  |
|                | Maurice Bourjol                | PCF            | 7 499        | 21,59        | 12 875      | 40,54       |  |
|                | André Tarassenko               | FGDS (CIR)     | 5 129        | 14,77        | Retrait     | Retrait     |  |
|                | Jean de La Chauvinière         | CD (PDM)       | 4 463        | 12,85        | Retrait     | Retrait     |  |
|                | Jacques Deschanel              | ARLP           | 852          | 2,45         |             |             |  |
|                | Alain-André-Antoine Francillon | Modérés        | 400          | 1,15         |             |             |  |
|                |                                |                |              |              |             |             |  |
| Inscrits       | Inscrits                       | Inscrits       | 43 435       | 100,00       | 43 411      | 100,00      |  |
| Abstentions    | Abstentions                    | Abstentions    | 8 207        | 18,89        | 9 770       | 22,51       |  |
| Votants        | Votants                        | Votants        | 35 228       | 81,11        | 33 641      | 77,49       |  |
| Blancs et nuls | Blancs et nuls                 | Blancs et nuls | 491          | 1,39         | 1 882       | 5,59        |  |
| Exprimés       | Exprimés                       | Exprimés       | 34 737       | 98,61        | 31 759      | 94,41       |  |

Le suppléant de Robert Wagner était Robert Renaud, maire adjoint de Versailles.

### Élections de 1968
| Candidat       | Candidat                    | Parti          | Premier tour | Premier tour | Second tour | Second tour |  |
| Candidat       | Candidat                    | Parti          | Voix         | %            | Voix        | %           |  |
| -------------- | --------------------------- | -------------- | ------------ | ------------ | ----------- | ----------- |  |
|                | Robert Wagner sortant réélu | UDR (URP)      | 16 570       | 48,11        | 19 290      | 63,58       |  |
|                | Maurice Bourjol             | PCF            | 6 509        | 18,9         | 11 048      | 36,42       |  |
|                | Bernard Mamy                | CD (PDM)       | 4 490        | 13,04        | Retrait     | Retrait     |  |
|                | Jean Dayan                  | FGDS (SFIO)    | 3 098        | 8,99         |             |             |  |
|                | Jean Desobeau               | PSU            | 2 278        | 6,61         |             |             |  |
|                | Jean-François Berry         | MPR            | 905          | 2,63         |             |             |  |
|                | Constantin Lougovoy         | TD             | 594          | 1,72         |             |             |  |
|                |                             |                |              |              |             |             |  |
| Inscrits       | Inscrits                    | Inscrits       | 42 958       | 100,00       | 42 970      | 100,00      |  |
| Abstentions    | Abstentions                 | Abstentions    | 8 246        | 19,2         | 10 742      | 25          |  |
| Votants        | Votants                     | Votants        | 34 712       | 80,8         | 32 228      | 75          |  |
| Blancs et nuls | Blancs et nuls              | Blancs et nuls | 268          | 0,77         | 1 890       | 5,86        |  |
| Exprimés       | Exprimés                    | Exprimés       | 34 444       | 99,23        | 30 338      | 94,14       |  |

Le suppléant de Robert Wagner était Robert Renaud.

### Élections de 1973
| Candidat       | Candidat                    | Parti          | Premier tour | Premier tour | Second tour | Second tour |  |
| Candidat       | Candidat                    | Parti          | Voix         | %            | Voix        | %           |  |
| -------------- | --------------------------- | -------------- | ------------ | ------------ | ----------- | ----------- |  |
|                | Robert Wagner sortant réélu | UDR (URP)      | 14 579       | 36,35        | 18 639      | 45,8        |  |
|                | Gérard Martin               | CD (MR)        | 8 137        | 20,29        | 5 757       | 14,14       |  |
|                | Pierre Petit                | PS (UGSD)      | 7 136        | 17,79        | 16 304      | 40,06       |  |
|                | Jeanne Ègle                 | PCF            | 6 123        | 15,26        | Retrait     | Retrait     |  |
|                | Jean Denneville             | PSU            | 1 580        | 3,94         |             |             |  |
|                | Alain Chambert              | Divers droite  | 918          | 2,29         |             |             |  |
|                | Thérèse Spector             | LO             | 841          | 2,1          |             |             |  |
|                | Serge Michel                | FN             | 798          | 1,99         |             |             |  |
|                |                             |                |              |              |             |             |  |
| Inscrits       | Inscrits                    | Inscrits       | 49 203       | 100,00       | 49 174      | 100,00      |  |
| Abstentions    | Abstentions                 | Abstentions    | 8 563        | 17,4         | 8 099       | 16,47       |  |
| Votants        | Votants                     | Votants        | 40 640       | 82,6         | 41 075      | 83,53       |  |
| Blancs et nuls | Blancs et nuls              | Blancs et nuls | 528          | 1,3          | 375         | 0,91        |  |
| Exprimés       | Exprimés                    | Exprimés       | 40 112       | 98,7         | 40 700      | 99,09       |  |

Le suppléant de Robert Wagner était Jean Blard, ingénieur, conseiller municipal de Versailles.

### Élections de 1978
| Candidat       | Candidat                    | Parti                   | Premier tour | Premier tour | Second tour | Second tour |  |
| Candidat       | Candidat                    | Parti                   | Voix         | %            | Voix        | %           |  |
| -------------- | --------------------------- | ----------------------- | ------------ | ------------ | ----------- | ----------- |  |
|                | Robert Wagner sortant réélu | RPR                     | 16 367       | 33,31        | 28 472      | 57,99       |  |
|                | Jacques Toutain             | UDF (Rad)               | 10 611       | 21,6         | Retrait     | Retrait     |  |
|                | Roland Nadaus               | PS                      | 10 311       | 20,99        | 20 625      | 42,01       |  |
|                | Françoise Certano           | PCF                     | 7 304        | 14,87        |             |             |  |
|                | Michel Arnaud               | PSU (FA)                | 1 234        | 2,51         |             |             |  |
|                | Liliane Breuil              | Divers gauche (Choisir) | 995          | 2,03         |             |             |  |
|                | Bernard-Georges Nicolaieff  | GO (MDD)                | 892          | 1,82         |             |             |  |
|                | Jean Silve                  | FN                      | 593          | 1,21         |             |             |  |
|                | Mme Claude Muxonat          | Extrême gauche (LO)     | 578          | 1,18         |             |             |  |
|                | Michel Giraud               | GO                      | 248          | 0,5          |             |             |  |
|                |                             |                         |              |              |             |             |  |
| Inscrits       | Inscrits                    | Inscrits                | 60 744       | 100,00       | 60 344      | 100,00      |  |
| Abstentions    | Abstentions                 | Abstentions             | 10 962       | 18,05        | 10 083      | 16,71       |  |
| Votants        | Votants                     | Votants                 | 49 782       | 81,95        | 50 261      | 83,29       |  |
| Blancs et nuls | Blancs et nuls              | Blancs et nuls          | 649          | 1,3          | 1 164       | 2,32        |  |
| Exprimés       | Exprimés                    | Exprimés                | 49 133       | 98,7         | 49 097      | 97,68       |  |

Le suppléant de Robert Wagner était Jean Blard.

### Élections de 1981
|                | Robert Wagner sortant réélu | RPR (UNM)      | 24 032 | 52,12  |  |  |  |
|                | Roland Nadaus               | PS             | 16 015 | 34,73  |  |  |  |
|                | Robert Rondeau              | PCF            | 3 912  | 8,48   |  |  |  |
|                | Michel Arnaud               | PSU            | 978    | 2,12   |  |  |  |
|                | Bernard Nicolaïeff          | MDD            | 718    | 1,56   |  |  |  |
|                | Jean-Michel Taicher         | Divers droite  | 452    | 0,98   |  |  |  |
|                |                             |                |        |        |  |  |  |
| Inscrits       | Inscrits                    | Inscrits       | 65 944 | 100,00 |  |  |  |
| Abstentions    | Abstentions                 | Abstentions    | 19 345 | 29,34  |  |  |  |
| Votants        | Votants                     | Votants        | 46 599 | 70,66  |  |  |  |
| Blancs et nuls | Blancs et nuls              | Blancs et nuls | 492    | 1,06   |  |  |  |
| Exprimés       | Exprimés                    | Exprimés       | 46 107 | 98,94  |  |  |  |

Le suppléant de Robert Wagner était Jean Blard.

### Élections de 1988
|                | Michel Péricard sortant réélu | RPR (URC)      | 19 408 | 55,74  |  |  |  |
|                | Jean Modolo                   | PS             | 8 561  | 24,59  |  |  |  |
|                | Pierre Soulat                 | PCF            | 3 404  | 9,78   |  |  |  |
|                | Jean Bongrand                 | FN             | 3 187  | 9,15   |  |  |  |
|                | René Dru                      | POE            | 260    | 0,75   |  |  |  |
|                |                               |                |        |        |  |  |  |
| Inscrits       | Inscrits                      | Inscrits       | 55 128 | 100,00 |  |  |  |
| Abstentions    | Abstentions                   | Abstentions    | 19 805 | 35,93  |  |  |  |
| Votants        | Votants                       | Votants        | 35 323 | 64,07  |  |  |  |
| Blancs et nuls | Blancs et nuls                | Blancs et nuls | 503    | 1,42   |  |  |  |
| Exprimés       | Exprimés                      | Exprimés       | 34 820 | 98,58  |  |  |  |

Le suppléant de Michel Péricard était Jean-Pierre Duclos, secrétaire général du groupe UDF à l'Assemblée nationale, conseiller municipal de Chambourcy.

### Élections de 1993
|                | Michel Péricard sortant réélu | RPR (UPF)      | 19 894 | 53,4   |  |  |  |
|                | Jean Laurent                  | PS (ADFP)      | 4 743  | 12,73  |  |  |  |
|                | Antoinette Martinet           | FN             | 3 976  | 10,67  |  |  |  |
|                | Jean-Max Séry                 | GÉ (EÉ)        | 3 043  | 8,17   |  |  |  |
|                | Pierre Soulat                 | PCF            | 2 759  | 7,41   |  |  |  |
|                | Pascal Voisin                 | CNIP           | 1 034  | 2,78   |  |  |  |
|                | Françoise Barrot              | LT-LNÉ         | 843    | 2,26   |  |  |  |
|                | Jean-Claude Hamon             | LO             | 505    | 1,36   |  |  |  |
|                | Marc Honnin                   | RDRP           | 458    | 1,23   |  |  |  |
|                |                               |                |        |        |  |  |  |
| Inscrits       | Inscrits                      | Inscrits       | 56 765 | 100,00 |  |  |  |
| Abstentions    | Abstentions                   | Abstentions    | 18 054 | 31,8   |  |  |  |
| Votants        | Votants                       | Votants        | 38 711 | 68,2   |  |  |  |
| Blancs et nuls | Blancs et nuls                | Blancs et nuls | 1 456  | 3,76   |  |  |  |
| Exprimés       | Exprimés                      | Exprimés       | 37 255 | 96,24  |  |  |  |

Le suppléant de Michel Péricard était Alain Gournac, conseiller général, maire du Pecq. Alain Gournac est élu sénateur en 1995.

### Élections de 1997
| Candidat       | Candidat                      | Parti          | Premier tour | Premier tour | Second tour | Second tour |  |
| Candidat       | Candidat                      | Parti          | Voix         | %            | Voix        | %           |  |
| -------------- | ----------------------------- | -------------- | ------------ | ------------ | ----------- | ----------- |  |
|                | Michel Péricard sortant réélu | RPR            | 14 969       | 42,08        | 21 644      | 61,47       |  |
|                | Jean Laurent                  | PS             | 6 593        | 18,54        | 13 568      | 38,53       |  |
|                | Jacques Lecaillon             | FN             | 4 310        | 12,12        |             |             |  |
|                | Pierre Soulat                 | PCF            | 3 586        | 10,08        |             |             |  |
|                | Olivier Podvin                | LDI (CNIP)     | 1 694        | 4,76         |             |             |  |
|                | Nicole Frydman                | Les Verts      | 1 450        | 4,08         |             |             |  |
|                | Fulvia Dorosz                 | GÉ             | 861          | 2,42         |             |             |  |
|                | Jean-Henri Michau             | US4J           | 785          | 2,21         |             |             |  |
|                | Jean-Claude Hamon             | LO             | 754          | 2,12         |             |             |  |
|                | Bernard Christophe            | Divers         | 567          | 1,59         |             |             |  |
|                |                               |                |              |              |             |             |  |
| Inscrits       | Inscrits                      | Inscrits       | 55 362       | 100,00       | 55 352      | 100,00      |  |
| Abstentions    | Abstentions                   | Abstentions    | 18 457       | 33,34        | 18 110      | 32,72       |  |
| Votants        | Votants                       | Votants        | 36 905       | 66,66        | 37 242      | 67,28       |  |
| Blancs et nuls | Blancs et nuls                | Blancs et nuls | 1 336        | 3,62         | 2 030       | 5,45        |  |
| Exprimés       | Exprimés                      | Exprimés       | 35 569       | 96,38        | 35 212      | 94,55       |  |

Michel Péricard est décédé le 2 février 1999. Il est remplacé par son suppléant Pierre Morange, maire de Chambourcy.

### Élections de 2002
| Candidat       | Candidat                     | Parti            | Premier tour | Premier tour | Second tour | Second tour |  |
| Candidat       | Candidat                     | Parti            | Voix         | %            | Voix        | %           |  |
| -------------- | ---------------------------- | ---------------- | ------------ | ------------ | ----------- | ----------- |  |
|                | Pierre Morange sortant réélu | UMP              | 15 907       | 42,69        | 21 518      | 67,76       |  |
|                | Jean Laurent                 | PS               | 7 122        | 19,12        | 10 240      | 32,24       |  |
|                | Michèle Valladon             | diss. UMP        | 6 772        | 18,18        |             |             |  |
|                | Marie-Chantal Delmas         | FN               | 2 825        | 7,58         |             |             |  |
|                | Éléonore Gabarain-Moreau     | PCF              | 1 581        | 4,24         |             |             |  |
|                | Nicole Frydman               | Les Verts        | 1 362        | 3,66         |             |             |  |
|                | Diane Languedoc              | Pôle républicain | 650          | 1,74         |             |             |  |
|                | Éric de Saint-Martin         | MPF              | 290          | 0,78         |             |             |  |
|                | Claire Jouet                 | MNR              | 204          | 0,55         |             |             |  |
|                | Sylvie Picot                 | GÉ               | 193          | 0,52         |             |             |  |
|                | Brigitte Evard               | LO               | 190          | 0,51         |             |             |  |
|                | Rose-Marie Ragot             | S&P              | 104          | 0,28         |             |             |  |
|                | David Trouessard             | PT               | 58           | 0,16         |             |             |  |
|                |                              |                  |              |              |             |             |  |
| Inscrits       | Inscrits                     | Inscrits         | 56 354       | 100,00       | 56 344      | 100,00      |  |
| Abstentions    | Abstentions                  | Abstentions      | 18 729       | 33,23        | 23 377      | 41,49       |  |
| Votants        | Votants                      | Votants          | 37 625       | 66,77        | 32 967      | 58,51       |  |
| Blancs et nuls | Blancs et nuls               | Blancs et nuls   | 367          | 0,98         | 1 209       | 3,67        |  |
| Exprimés       | Exprimés                     | Exprimés         | 37 258       | 99,02        | 31 758      | 96,33       |  |

La suppléante de Pierre Morange était Catherine Péricard, infirmière, conseillère générale du canton de Saint-Germain-en-Laye-Sud.

### Élections de 2007
|                | Pierre Morange sortant réélu | UMP            | 19 627 | 54,02  |  |  |  |
|                | Patrick Abisseror            | PS             | 4 992  | 13,74  |  |  |  |
|                | Stéphane Larcher             | UDF–MoDem      | 4 602  | 12,67  |  |  |  |
|                | Alain Outreman               | PCF            | 2 853  | 7,85   |  |  |  |
|                | Christine Inglebert          | FN             | 1 221  | 3,36   |  |  |  |
|                | Karina Knauss                | Les Verts      | 1 095  | 3,01   |  |  |  |
|                | Éric De Saint Martin         | MPF            | 763    | 2,1    |  |  |  |
|                | Jean-Pierre Castric          | GÉ             | 366    | 1,01   |  |  |  |
|                | Serge Gardenal               | Divers         | 343    | 0,94   |  |  |  |
|                | Brigitte Evard               | LO             | 275    | 0,76   |  |  |  |
|                | Marie-Christine Groll        | MRC            | 194    | 0,53   |  |  |  |
|                |                              |                |        |        |  |  |  |
| Inscrits       | Inscrits                     | Inscrits       | 60 655 | 100,00 |  |  |  |
| Abstentions    | Abstentions                  | Abstentions    | 23 868 | 39,35  |  |  |  |
| Votants        | Votants                      | Votants        | 36 787 | 60,65  |  |  |  |
| Blancs et nuls | Blancs et nuls               | Blancs et nuls | 456    | 1,24   |  |  |  |
| Exprimés       | Exprimés                     | Exprimés       | 36 331 | 98,76  |  |  |  |

### Élections de 2012
| Candidat       | Candidat                     | Parti          | Premier tour | Premier tour | Second tour | Second tour |  |
| Candidat       | Candidat                     | Parti          | Voix         | %            | Voix        | %           |  |
| -------------- | ---------------------------- | -------------- | ------------ | ------------ | ----------- | ----------- |  |
|                | Pierre Morange sortant réélu | UMP            | 18 525       | 45,23        | 22 486      | 59,60       |  |
|                | Eddie Aït                    | PRG            | 11 411       | 27,86        | 15 245      | 40,40       |  |
|                | Judith Louvel                | FN             | 3 499        | 8,54         |             |             |  |
|                | Alain Outreman               | FG (PCF)       | 2 410        | 5,88         |             |             |  |
|                | Franck Chefdor               | AC             | 1 709        | 4,17         |             |             |  |
|                | Karine Peiger                | EÉLV           | 1 492        | 3,64         |             |             |  |
|                | Xavier Roche                 | PCD            | 690          | 1,68         |             |             |  |
|                | Philippe Gautry              | Divers droite  | 476          | 1,16         |             |             |  |
|                | Caroline Roelandt            | DLR            | 350          | 0,85         |             |             |  |
|                | Marielle Saulnier            | LO             | 155          | 0,38         |             |             |  |
|                | Philippe Moreau              | NPA            | 114          | 0,28         |             |             |  |
|                | Sandra Fèvre                 | MPF            | 102          | 0,25         |             |             |  |
|                | Franck Tribes                | Pirate         | 28           | 0,07         |             |             |  |
|                |                              |                |              |              |             |             |  |
| Inscrits       | Inscrits                     | Inscrits       | 74 205       | 100,00       | 74 199      | 100,00      |  |
| Abstentions    | Abstentions                  | Abstentions    | 32 828       | 44,24        | 35 388      | 47,69       |  |
| Votants        | Votants                      | Votants        | 41 377       | 55,76        | 38 811      | 52,31       |  |
| Blancs et nuls | Blancs et nuls               | Blancs et nuls | 416          | 1,01         | 1 080       | 2,78        |  |
| Exprimés       | Exprimés                     | Exprimés       | 40 961       | 98,99        | 37 731      | 97,22       |  |

### Élections de 2017
Député sortant : Pierre Morange (Les Républicains).
|                                                                          |                                                                                              |                           |                           |                          |                          |
|                                                                          |                                                                                              | Premier tour 11 juin 2017 | Premier tour 11 juin 2017 | Second tour 18 juin 2017 | Second tour 18 juin 2017 |
|                                                                          |                                                                                              |                           |                           |                          |                          |
|                                                                          |                                                                                              | Nombre                    | % des inscrits            | Nombre                   | % des inscrits           |
| Inscrits                                                                 | Inscrits                                                                                     | 75 709                    | 100,00                    | 75 704                   | 100,00                   |
| Abstentions                                                              | Abstentions                                                                                  | 36 813                    | 48,62                     | 41 911                   | 55,36                    |
| Votants                                                                  | Votants                                                                                      | 38 896                    | 51,38                     | 33 793                   | 44,64                    |
|                                                                          |                                                                                              |                           | % des votants             |                          | % des votants            |
| Bulletins blancs                                                         | Bulletins blancs                                                                             | 367                       | 0,94                      | 1 547                    | 4,58                     |
| Bulletins nuls                                                           | Bulletins nuls                                                                               | 136                       | 0,35                      | 517                      | 1,53                     |
| Suffrages exprimés                                                       | Suffrages exprimés                                                                           | 38 393                    | 98,71                     | 31 729                   | 93,89                    |
|                                                                          |                                                                                              |                           |                           |                          |                          |
| Candidat Étiquette politique (partis et alliances)                       | Candidat Étiquette politique (partis et alliances)                                           | Voix                      | % des exprimés            | Voix                     | % des exprimés           |
|                                                                          |                                                                                              |                           |                           |                          |                          |
|                                                                          | Natalia Pouzyreff La République en marche                                                    | 18 396                    | 47,91                     | 18 510                   | 58,34                    |
|                                                                          | Pierre Morange (député sortant) Les Républicains (Union des démocrates et indépendants)      | 10 155                    | 26,45                     | 13 219                   | 41,66                    |
|                                                                          | Nelly Pascaud La France insoumise                                                            | 3 295                     | 8,58                      |                          |                          |
|                                                                          | Didier Rouxel Front national                                                                 | 2 333                     | 6,08                      |                          |                          |
|                                                                          | Josiane Dupé-Suarez Parti communiste français (Parti socialiste - Europe Écologie Les Verts) | 1 744                     | 4,54                      |                          |                          |
|                                                                          | Christophe Bentz Divers droite (Parti chrétien-démocrate)                                    | 732                       | 1,91                      |                          |                          |
|                                                                          | Denise Collachot Debout la France                                                            | 387                       | 1,01                      |                          |                          |
|                                                                          | Béatrice Saint-Péron Divers gauche (Nouvelle Donne)                                          | 316                       | 0,82                      |                          |                          |
|                                                                          | Véronique Lancelot Divers (Union populaire républicaine)                                     | 283                       | 0,74                      |                          |                          |
|                                                                          | Frédéric Hemery Lutte ouvrière                                                               | 209                       | 0,54                      |                          |                          |
|                                                                          | David Roelandt Divers (Parti pirate)                                                         | 173                       | 0,45                      |                          |                          |
|                                                                          | Laurent Lanyi Divers gauche (Mouvement des progressistes)                                    | 140                       | 0,36                      |                          |                          |
|                                                                          | Fouad Abouhamda Divers (Mouvement 100 %)                                                     | 132                       | 0,34                      |                          |                          |
|                                                                          | Clément Moreux Divers (Allons enfants)                                                       | 98                        | 0,26                      |                          |                          |
| Source : Ministère de l'Intérieur - Sixième circonscription des Yvelines |                                                                                              |                           |                           |                          |                          |

### Élections de 2022
|                                                    |                                                               |                           |                           |                          |                          |
|                                                    |                                                               | Premier tour 12 juin 2022 | Premier tour 12 juin 2022 | Second tour 19 juin 2022 | Second tour 19 juin 2022 |
|                                                    |                                                               |                           |                           |                          |                          |
|                                                    |                                                               | Nombre                    | % des inscrits            | Nombre                   | % des inscrits           |
| Inscrits                                           | Inscrits                                                      | 75 944                    | 100                       | 75 950                   | 100                      |
| Abstentions                                        | Abstentions                                                   | 37 271                    | 49,08                     | 39 129                   | 51,52                    |
| Votants                                            | Votants                                                       | 38 673                    | 50,92                     | 36 821                   | 48,48                    |
|                                                    |                                                               |                           | % des votants             |                          | % des votants            |
| Bulletins blancs                                   | Bulletins blancs                                              | 454                       | 1,17                      | 1701                     | 4,62                     |
| Bulletins nuls                                     | Bulletins nuls                                                | 164                       | 0,42                      | 645                      | 1,75                     |
| Suffrages exprimés                                 | Suffrages exprimés                                            | 38 055                    | 98,40                     | 34 475                   | 93,63                    |
|                                                    |                                                               |                           |                           |                          |                          |
| Candidat Étiquette politique (partis et alliances) | Candidat Étiquette politique (partis et alliances)            | Voix                      | % des exprimés            | Voix                     | % des exprimés           |
|                                                    |                                                               |                           |                           |                          |                          |
|                                                    | Natalia Pouzyreff* Ensemble                                   | 14 378                    | 37,78                     | 22 244                   | 64,52                    |
|                                                    | Mélinda Sauger Nouvelle Union populaire écologique et sociale | 9 323                     | 24,50                     | 12 231                   | 35,48                    |
|                                                    | Thibault de Montbrial Les Républicains                        | 6 747                     | 17,73                     |                          |                          |
|                                                    | Maria Macedo De Souza Rassemblement national                  | 2 993                     | 7,86                      |                          |                          |
|                                                    | Stéphane Boucher Reconquête                                   | 2 617                     | 6,88                      |                          |                          |
|                                                    | Jean-Luc Suzé Parti animaliste                                | 890                       | 2,34                      |                          |                          |
|                                                    | Catherine Onofri Droite souverainiste                         | 600                       | 1,58                      |                          |                          |
|                                                    | Cécile Perraudin Lutte ouvrière                               | 310                       | 0,81                      |                          |                          |
|                                                    | Julian Verilhac Parti pirate                                  | 128                       | 0,34                      |                          |                          |
|                                                    | Bénédicte Lemiere Sans étiquette                              | 69                        | 0,18                      |                          |                          |
| * Députée sortante                                 |                                                               |                           |                           |                          |                          |

### Élections de 2024
| Candidat                 | Candidat                        | Parti et coalition       | Nuance                   | Premier tour | Premier tour | Second tour | Second tour |
| Candidat                 | Candidat                        | Parti et coalition       | Nuance                   | Voix         | %            | Voix        | %           |
| ------------------------ | ------------------------------- | ------------------------ | ------------------------ | ------------ | ------------ | ----------- | ----------- |
|                          | Natalia Pouzyreff sortante élue | RE (ENS)                 | ENS                      | 20 212       | 38,34        | 24 322      | 47,83       |
|                          | Mélinda Sauger                  | POI (NFP)                | UG                       | 14 247       | 27,02        | 14 837      | 29,18       |
|                          | Sophie Lelandais                | RN                       | RN                       | 10 780       | 20,45        | 11 693      | 22,99       |
|                          | Stéphane Torrez                 | LR                       | LR                       | 4 028        | 7,64         |             |             |
|                          | Jean-Luc Suzé                   | UNIV (TUPV)              | ECO                      | 1 668        | 3,16         |             |             |
|                          | Anne-Élisabeth Sild             | REC                      | REC                      | 759          | 1,44         |             |             |
|                          | Claire Coueignas                | DLF                      | DSV                      | 533          | 1,01         |             |             |
|                          | Cécile Perraudin                | LO                       | EXG                      | 222          | 0,42         |             |             |
|                          | Ken Armède                      | NPA-R                    | EXG                      | 120          | 0,23         |             |             |
|                          | Patrice Hernot                  | SE                       | DVD                      | 84           | 0,16         |             |             |
|                          | Marc Philipot                   | Ingouv.                  | DIV                      | 71           | 0,13         |             |             |
|                          | Leo Müllbacher                  | SE                       | DIV                      | 0            | 0,00         |             |             |
|                          |                                 |                          |                          |              |              |             |             |
| Suffrages exprimés       | Suffrages exprimés              | Suffrages exprimés       | Suffrages exprimés       | 52 724       | 98,40        | 50 852      | 97,57       |
| Votes blancs             | Votes blancs                    | Votes blancs             | Votes blancs             | 623          | 1,16         | 955         | 1,83        |
| Votes nuls               | Votes nuls                      | Votes nuls               | Votes nuls               | 235          | 0,44         | 311         | 0,60        |
| Total                    | Total                           | Total                    | Total                    | 53 582       | 100          | 52 118      | 100         |
| Abstention               | Abstention                      | Abstention               | Abstention               | 23 514       | 30,50        | 25 004      | 32,42       |
| Inscrits / participation | Inscrits / participation        | Inscrits / participation | Inscrits / participation | 77 096       | 69,50        | 77 122      | 67,58       |